# Осман бей (река)
Осман бей (на гръцки: Καλλιρρόη, Калирои или Ξηροπόταμος, Ксиропотамос, в превод Суха река, до 1969 година Οσμάν Μπέη и Πίκρι) е река в Егейска Македония, Гърция, ляв приток на Галешово (Ставропотамос), част от водосборния басейн на река Бистрица (Алакмонас).

## Описание
Реката извира в северните части на Одре, югозападно от Цакони и североизточно от Желегоже (Пендаврисо) под името Пикри. Тече първоначално на североизток и южно от село Желин (Хилиодендро) сменя посоката си на югоизточна, като така следва изцяло пътя на намиращата се на север Бистрица (Белица). Приема големия си ляв приток Бодацина и се влива като ляв приток в Галешово западно от град Хрупища (Аргос Ористико), малко преди вливането в Бистрица.